# Calle de Labradores
La calle de Labradores es una vía urbana de la ciudad de Valladolid, España.

## Descripción
Aparece descrita en Las calles de Valladolid de Juan Agapito y Revilla de la siguiente manera:

La primera vez que veo mencionada en documento esta calle es en 3 de marzo de 1603, en cuyo día se bautiza en la parroquia de San Andrés a Gabriel Lasso de la Vega, hijo de Gabriel Lasso de la Vega, contador de Su Majestad, y de Doña Beatriz de Salazar, «que viven en la calle de los labradores». El padre debe ser el autor de La Mexicana y Manojuelo de romances, citados por Don Narciso Alonso Cortés en Noticias de una corte literaria.

«De Labradores» se la ha conocido siempre titulada, a la calle, pues vivían, efectivamente, en ella labradores, como vía próxima al campo en aquellos tiempos. Y así se la rotulaba en los planos antiguos, desde el de 1738, siendo de advertir que lo mismo en el de 1788 que en el de 1844, se llama «Puente de Herradores» al que sobre el Esgueva había en el medio de la calle, equivocación sufrida en el primero de estos dos últimos por confundir «Herradores» con «Labradores», ya que una y otra calle están casi en recta, y que al formar el de 1844 no rectificaron el error, sin duda, por servirles de guía el de 1788.

Calle de nombre tan significativo sufrió también la moda de cambio de rótulo, y el Ayuntamiento, en sesión de 30 de enero de 1902, le varió por el de «calle de Ruiz Zorrilla», en recuerdo del político Don Manuel Ruiz Zorrilla, que presidió uno de los gobiernos de la primera República española. Pero también volvió a reponerse el nombre antiguo de «calle de Labradores» por acuerdo de 28 de abril de 1937 tomado por la Comisión gestora municipal, con beneplácito de los vallisoletanos amantes de las tradiciones locales.